# La Mesa (Kalifornija)
La Mesa je grad u američkoj saveznoj državi Kalifornija. Prema popisu stanovništva iz 2010. u njemu je živjelo 57.065 stanovnika.